# Kurt Stendal
Kurt Stendal (19. februar 1951 - 21. august 2019) var en dansk fodboldspiller, der spillede for Hvidovre IF og østrigske Sturm Graz som midtbanespiller. Han har spillet en enkelt kamp for landsholdet i 1973, hvor han blev skiftet ind og scorede mod Ungarn. Han blev født på Frederiksberg.